# Julius Caesar de Miranda

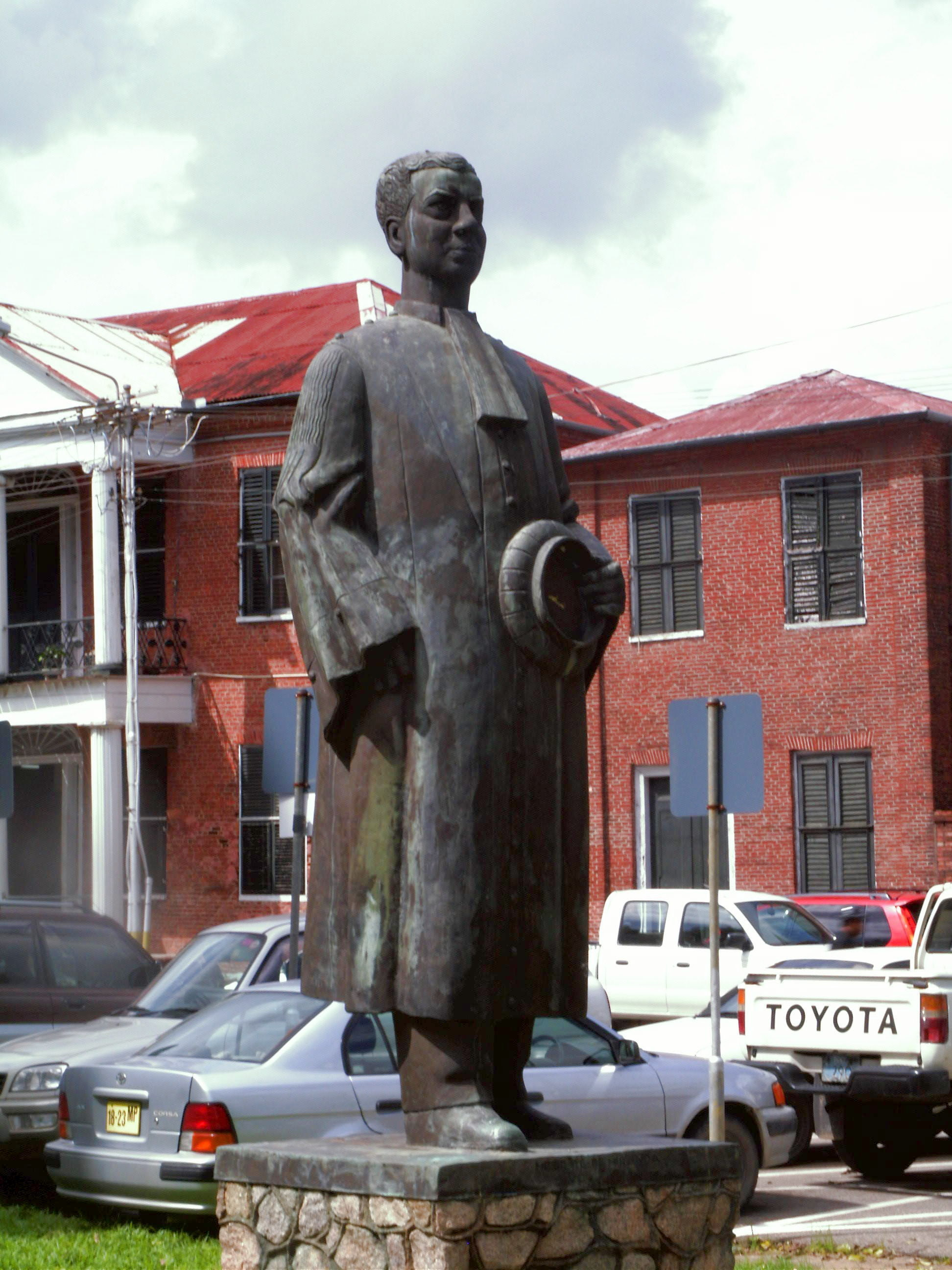
Das Standbild von J. C. de Miranda in Paramaribo, Dezember 2007

Julius Caesar de Miranda (* 3. April 1906 in Paramaribo, Suriname; † 28. November 1956 ebenda) war ein Jurist und Politiker.

## Leben
De Miranda war Nachkomme einer alteingesessenen surinamischen Pflanzerfamilie. Er besuchte in Den Haag, Niederlande, das Gymnasium und studierte anschließend Jura an der Universität Amsterdam. Am 20. Dezember 1928 machte er sein Staatsexamen (de graad van meester).

### Rechtsanwalt
Nach seiner Rückkehr war er von 1929 bis 1946 in Paramaribo als Advokat tätig. 1946 reiste er erneut in die Niederlande und promovierte am 18. Dezember 1946 an der Universität von Amsterdam zum Doktor in den Rechtswissenschaften. Er wurde im selben Jahr an den Gerichtshof von Paramaribo berufen und war im Jahr seines Todes auch für kurze Zeit dessen Präsident.

### Politik
De Miranda war von 1932 bis 1938 und von 1942 bis 1946 Mitglied der Kolonialen Staten (Parlament mit eingeschränkten Befugnissen). Außerdem war er Justiz- und Polizeiminister, Bildungs- sowie Finanzminister. Darüber hinaus war von 1949 bis 1950 Premierminister.
Als Abgeordneter lieferte er offene Kritik an der Amtsführung von Gouverneur Kielstra (1933 bis 1944) und trat energisch für eine Änderung der Machtbefugnisse ein. Nach seinen Vorstellungen sollte der Gouverneur nicht mehr dem niederländischen Minister für die Übersee-Gebietsteile unterstellt, sondern mit seiner Amtsführung gegenüber der surinamischen Gemeinschaft verantwortlich sein.
Julius Caesar de Miranda war nicht nur ein surinamischer Politiker der ersten Stunde, sondern darüber hinaus noch ein maßgebender Jurist, der viel zur juristischen Wissenschaft in Suriname beigetragen hat.

### Standbild
Am 28. November 1961 wurde ein durch Leo Braat geschaffenes Standbild durch seine Witwe enthüllt. Die Statue zeigt ihn in Robe und steht an der Mr. de Mirandastraat im Zentrum von Paramaribo.